# NGC 4239
NGC 4239 (другие обозначения — UGC 7316, MCG 3-31-92, ZWG 98.129, PGC 39398) — эллиптическая галактика (E) в созвездии Волос Вероники. Открыта Фредериком Пекуле в 1884 году.
Хотя NGC 4239 — эллиптическая галактика, в ней есть молодое звёздное население возрастом 2,6 миллиарда лет, составляющее 8% звёздного населения галактики, а разброс возрастов звёзд галактики составляет 5,5 миллиардов лет. Распределение яркости в ядре галактики описывается профилем Нукера, и возможно, что NGC 4239 раньше была яркой инфракрасной галактикой.
Этот объект входит в число перечисленных в оригинальной редакции «Нового общего каталога».